# براد ثور
براد ثور (بالإنجليزية: Brad Thor)‏ من مواليد(21 أغسطس 1969، شيكاغو في الولايات المتحدة)؛ كاتب وروائي أمريكي. درس في جامعة كاليفورنيا الجنوبية.

## روابط خارجية
- براد ثور على موقع IMDb (الإنجليزية)